# Silnice II/608
Silnice II/608 vede z Prahy severním směrem do Terezína, tvoří doprovodnou komunikaci k dálnici D8. Jedná se o bývalou silnici I/8, přeřazenou po zprovoznění dálnice D8 Praha - Lovosice. Délka silnice je 50,548 km, z toho 1,760 km jako čtyřpruhová komunikace.

## Vedení silnice
Silnice začíná na okraji Prahy. Před zrušením silnic II. třídy na území Prahy začínala na mimoúrovňové křižovatce Vychovatelna a vedla přes Kobylisy a Dolní Chabry. Tehdy byla délka silnice o cca 5 km delší. Na bývalé trase je dosud instalováno značení dopravními značkami „608“.

### Okres Praha-Východ
- Zdiby (nájezd na D8)
- Klíčany
- Odolena Voda
- Postřižín
- poblíž Úžic - nájezd na D8

### Okres Mělník
- Veltrusy, most přes Vltavu
- Nové Ouholice
- Nová Ves (nájezd na D8)
- Ledčice

### Okres Litoměřice
- Straškov
- Dušníky
- Doksany (nájezd na D8)
- Dolánky nad Ohří
- Hrdly
- Terezín

## Tramvajová trať
Dne 26.5.2017 se konala koordinační schůze starostů a majitelů pozemků v obci Zdiby. Ta projednávala prodloužení tramvajové trati v úseku Kobylisy (Vozovna Kobylisy) – Zdiby (Stará Pošta), která by měla vést prostředním pruhem Silnice II/608. Počátek stavby je plánován na rok 2020 a konec 2022.

## Související silnice III. třídy
- III/0081
- III/0082
- III/0083
- III/0084
- III/0085
- III/0086
- III/0087
- III/0089
- III/00810
- III/00811
- III/00812
- III/00813
- III/00814
- III/00815
- III/00816
- III/00817
- III/00818
- III/00819
- III/00820
- III/00821
- III/00822
- III/00823